# Żuchwień głowacz

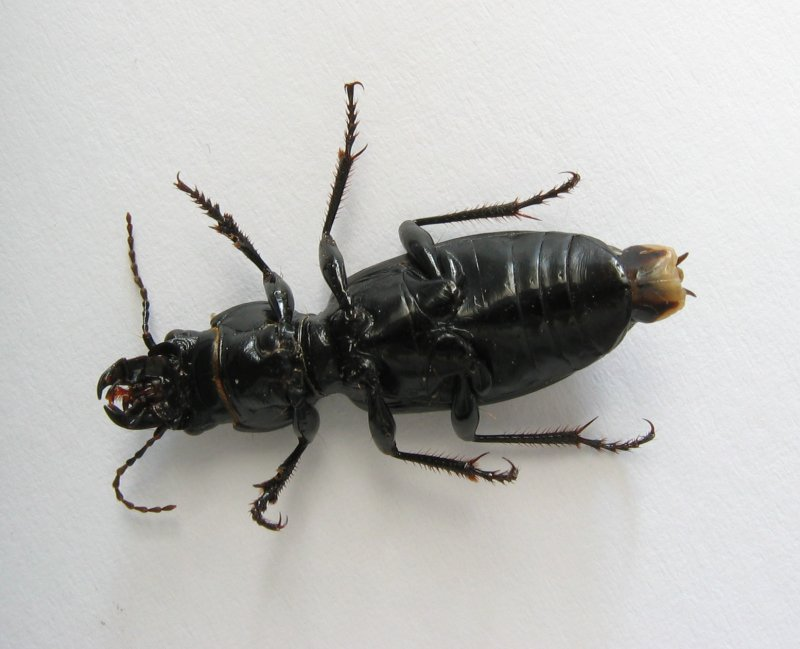
Widok od spodu

Żuchwień głowacz (Broscus cephalotes) – gatunek chrząszcza z rodziny biegaczowatych i podrodziny Broscinae. Występuje w palearktycznej Eurazji, zawleczony ponadto do Ameryki Północnej.

## Taksonomia
Gatunek ten został po raz pierwszy opisany w 1758 roku przez Karola Linneusza pod nazwą Carabus cephalotes.

## Wygląd
Chrząszcz o wydłużonym, cylindrycznym ciele długości od 17 do 22 lub 25 mm, ubarwionym czarno ze zmatowiałym połyskiem. Epitety gatunkowe nazwy naukowej (cephalotes) jak i polskiej (głowacz) nawiązują do jego dużej głowy na wysokości oczu szerokiej tak jak przód przedplecza. Czułki są w całości czarne, owłosione począwszy od piątego członu; ich drugi człon jest znacznie mniejszy od trzeciego. Powierzchnia głowy jest grubo punktowana. Nad każdym z oczu znajduje się tylko jeden, tylny punkt nadorbitalny. Żuwaczki mają po jednej szczecince w rowkach zewnętrznych. Głaszczki szczękowe są znacznie krótsze od głowy i mają ostatni człon dobrze wykształcony. Przedplecze jest duże, wydłużone, o bokach łukowato falistych ku nasadzie i powierzchni grzbietowej z delikatnym, poprzecznym pobrużdżeniem. Szerokość przedniej krawędzi przedplecza jest o 1/5 większa niż tylnej. Przednie kąty przedplecza są zaokrąglone, a w jego kątach tylnych leżą pojedyncze szczecinki. Zwężona nasada przedplecza leży na wydłużonej przedniej części śródpiersia i wspólnie tworzą przewężenie. Tarczka wysunięta jest przed nasadę pokryw i leży na wspominanym przewężeniu między nimi a przedpleczem. Punktowane rzędy na pokrywach są bardzo delikatnie zaznaczone, częściowo zanikające. Rzędy przytarczkowe są ledwo dostrzegalne. Przypodstawowe punkty szczecinkowe (chetopory bazalne) leżą na przedłużeniach drugich rzędów pokryw. Na wysokości dziewiątego międzyrzędu znajduje się seria ośmiu dużych, na równe odległości rozstawionych punktów szczeciowych. Mikrorzeźba pokryw jest izodiametrycznie szagrynowana. Na goleniach przednich odnóży mają szczerby oraz dwa grube kolce, które są wykorzystywane do czyszczenia czułków. U samców przednie odnóża mają powiększone trzy człony stóp.

## Zachowanie i ekologia

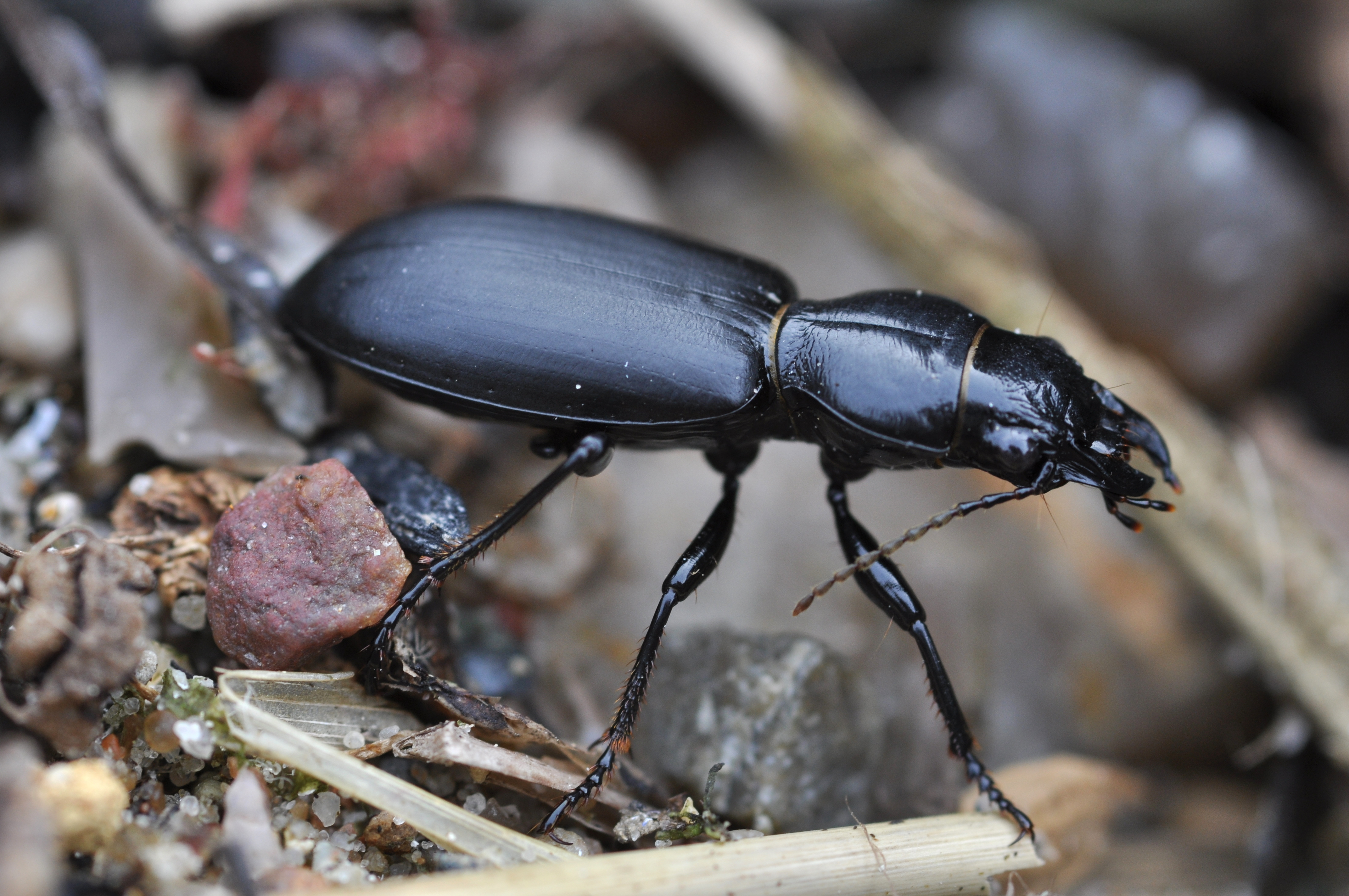
Imago w środowisku

Owad ten zamieszkuje siedliska nasłonecznione i słabo wilgotne, zwłaszcza o podłożu piaszczystym, gliniasto-piaszczystym i gliniastym. Bytuje m.in. na gruntach uprawnych, w dolinach rzecznych i na wydmach śródlądowych. Zarówno larwy jak i postacie dorosłe są drapieżne. Polują na bezkręgowce, w tym na larwy, a rzadziej postacie dorosłe innych owadów.
Postacie dorosłe aktywne są od kwietnia do września. Prowadzą skryty tryb życia. Na żer wychodzą głównie nocą. Dzień spędzają w wykopanych przy użyciu żuwaczek norkach o długości od 8 do 30 cm. Niekiedy mają one formę U-kształtną, będąc dwuwejściowymi. Samica znosi od 320 do 460 jaj, które umieszcza po bokach komory lęgowej, położonej w wykopanej przez siebie, skośnie opadającej norce. Larwy aktywne są u schyłku lata i jesienią, po czym zimują.

## Rozprzestrzenienie
Gatunek palearktyczny, o eurosyberyjskim typie rozsiedlenia, zawleczony ponadto do nearktycznej Ameryki Północnej. W Europie stwierdzony został w Hiszpanii, Irlandii, Wielkiej Brytanii, Francji, Belgii, Luksemburgu, Holandii, Niemczech, Danii, Szwecji, Norwegii, Finlandii, Estonii, Łotwie, Litwie, Szwajcarii, Liechtensteinie, Austrii, Włoszech, Polsce, Białorusi, Czechach, Słowacji, na Węgrzech, Ukrainie, w Bośni i Hercegowinie, Mołdawii, Rumunii, Bułgarii i Rosji. Północna granica zasięgu biegnie przez południową Skandynawię. W Azji znany jest z Kaukazu, Bliskiego Wschodu i Syberii. W Polsce nierzadki.

## Znaczenie gospodarcze
Jako owad drapieżny zamieszkujący pola uprawne pełni pożyteczną rolę, uczestnicząc w biologicznej kontroli szkodników. Wykazuje efektywność w kontroli populacji stonki ziemniaczanej.